# آزووو (باشقیرستان)
آزووو (به لاتین: Azovo) یک منطقهٔ مسکونی در روسیه است که در باشقیرستان واقع شده‌است.